# Финал Лиги чемпионов УЕФА 2019
Финал Лиги чемпионов УЕФА 2019 (исп. Final de la Liga de Campeones de la UEFA 2018-19, англ. 2019 UEFA Champions League Final) — финальный матч розыгрыша  Лиги чемпионов УЕФА сезона 2018/19, 64-го сезона в истории Кубка европейских чемпионов и 27-го сезона в истории Лиги чемпионов УЕФА. 
Матч состоялся 1 июня 2019 года на стадионе «Метрополитано» в Мадриде между английскими футбольными клубами «Тоттенхэм Хотспур» (для которого это был первый финал Лиги чемпионов) и «Ливерпуль» (для которого это девятый финал ЛЧ и второй подряд после поражения в 2018 году от мадридского «Реала»). Это седьмой финал Лиги чемпионов, в котором были представлены две команды из одной ассоциации, второй английский финал (после 2008 года), и первый после финала 2013 года, где не сыграл хотя бы один испанский клуб.
«Ливерпуль», как победитель розыгрыша, сыграет в матче за Суперкубок УЕФА 2019 с «Челси» — победителем Лиги Европы УЕФА 2018/19, а также будет квалифицирован в групповую стадию Лиги чемпионов УЕФА 2019/20. Однако, поскольку оба финалиста уже гарантировали себе участие в групповом этапе, место будет предоставлено победителю чемпионата Австрии 2018/19, занимающего 11-ю строчку в таблице коэффициентов УЕФА.
В марте 2018 года УЕФА объявил, что четвёртая замена будет разрешена в дополнительное время и что общее число запасных увеличилось с 7 до 12. Время начала также было изменено с 20:45 на 21:00 по CEST. Финал стал первым, в котором использовалась система видеопомощи арбитрам (VAR).

## Стадион
Это пятый финал Кубка европейских чемпионов / Лиги чемпионов проходящий в Мадриде, после 1957, 1969, 1980, и 2010 (матчи тех лет состоялись на стадионе «Сантьяго Бернабеу»).
Открытый после реконструкции в сентябре 2017 года стадион «Метрополитано» вместимостью на 67 тыс. зрителей, является домашним для испанского футбольного клуба «Атлетико Мадрид». Коммерческое название стадиона — «Ванда-Метрополитано», но в связи с правилами УЕФА, касающимися именования спонсоров, стадион во всех материалах УЕФА называется просто «Метрополитано» (англ. Estadio Metropolitano). 

### Выбор места проведения
Впервые УЕФА запустила открытый процесс подачи заявок для выбора мест проведения финалов клубных соревнований (таких как Лига Чемпионов, Лига Европы, Женская Лига Чемпионов и Суперкубок УЕФА). Процесс подачи заявок начался 9 декабря 2016 года, до 27 января всем заинтересованным ассоциациям необходимо было подтвердить участие, и до 6 июня 2017 года предоставить заявку.
3 февраля 2017 года, УЕФА анонсировала что ассоциации Азербайджана и Испании выразили заинтересованность в проведении финала Лиги чемпионов. 7 июня, УЕФА подтвердил получение заявок на финал Лиги Чемпионов 2019, Азербайджан предложил в качестве места проведения Бакинский олимпийский стадион расчитаный на 68,7 тыс зрителей, а Испания еще не достроенный стадион «Метрополитано» на 67 тыс. зрителей. 14 сентября, УЕФА опубликовала отчет об оценке заявок. 20 сентября исполкомом УЕФА выбрал в качестве места проведения финала стадион «Метрополитано», а Бакинский олимпийский стадион был выбран для проведения финала Лиги Европы 2019.

## Путь к финалу
| Команда           | И | В | Н | П | ГЗ | ГП | ±  | О  |
| ----------------- | - | - | - | - | -- | -- | -- | -- |
| Барселона         | 6 | 4 | 2 | 0 | 14 | 5  | +9 | 14 |
| Тоттенхэм Хотспур | 6 | 2 | 2 | 2 | 9  | 10 | −1 | 8  |
| Интернационале    | 6 | 2 | 2 | 2 | 6  | 7  | −1 | 8  |
| ПСВ               | 6 | 0 | 2 | 4 | 6  | 13 | −7 | 2  |

| Команда         | И | В | Н | П | ГЗ | ГП | ±   | О  |
| --------------- | - | - | - | - | -- | -- | --- | -- |
| Пари Сен-Жермен | 6 | 3 | 2 | 1 | 17 | 9  | +8  | 11 |
| Ливерпуль       | 6 | 3 | 0 | 3 | 9  | 7  | +2  | 9  |
| Наполи          | 6 | 2 | 3 | 1 | 7  | 5  | +2  | 9  |
| Црвена Звезда   | 6 | 1 | 1 | 4 | 5  | 17 | −12 | 4  |

## Организация матча

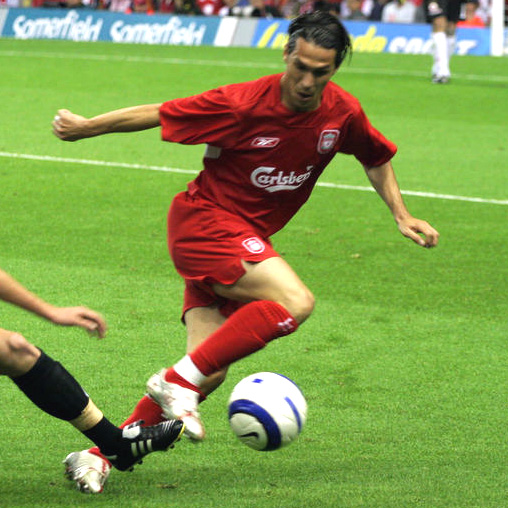
Луис Гарсия — посол финала.

### Оформление
Официальное оформление логотипа, которое использовалось в финале, было представлено 30 августа 2018 года во время жеребьёвки группового этапа. Стиль разработан мадридским художником, который черпал вдохновение из деталей местного фольклора, таких как: герба города, местных кошек (в Испании их называют «мадриленцы»), гитары и статуи знаменитой площади Мадрида Пуэрта-дель-Соль. Цветовая палитра включает синий и оранжевый цвета, последний из которых ассоциируется с закатом над Мадридом, который испанцы называют «candilazo».

### Посол
Послом финалом был назначен испанский футболист Луис Гарсия, который играл за «Атлетико Мадрид» в сезоне 2002-2003 и с 2007 по 2009 год, а также выиграл Лигу Чемпионов с «Ливерпулем» в 2005 году.

### Продажа билетов
Исходя из вместимостью стадиона в 63,5 тысяч зрителей, 38 тысяч билетов были выделены для болельщиков и широкой общественности: то есть, каждому из финалистов предоставлено по 17 тыс. билетов и ещё 4 тыс. билетов стали доступны для покупки болельщиками по всему миру на официальном сайте УЕФА с 14 по 21 марта 2019 года в четырёх ценовых категориях: €600, €450, €160 и €70. Остальные билеты были предоставлены местному организационному комитету, национальным ассоциациям УЕФА, коммерческим партнёрам и вещательным компаниям, а также для обслуживания корпоративной программы гостеприимства.
Цены на проживание и перелёт в Мадрид из английских аэропортов выросли до 683 процентов в течение нескольких часов после полуфиналов. Управление логистикой путешествий и ценообразованием билетов УЕФА подверглось жесткой критике со стороны главных тренеров команд Юргена Клоппа и Маурисио Почеттино, а также болельщиков команд. «Тоттенхэм Хотспур» объявил о планах показать прямую трансляцию финала на своём стадионе в Лондоне.

### Церемония открытия
На церемонии открытия финала выступила американская рок-группа Imagine Dragons. Матч начался с минуты молчания в память о погибшем накануне в автокатастрофе испанском футболисте Хосе Антонио Рейесе.

## Матч

### Детали
Номинальный «хозяин» встречи (для административных целей) был определён дополнительной жеребьевкой сразу после жеребьевки четвертьфинала и полуфинала, которая состоялась 15 марта 2019 года в штаб-квартире УЕФА, расположенная в Ньоне (Швейцария).
| Тоттенхэм Хотспур | 0:2     | Ливерпуль                   |
| ----------------- | ------- | --------------------------- |
|                   | (отчёт) | Салах 2′ (пен.) · Ориги 87′ |

| Тоттенхэм Хотспур | Ливерпуль |

|                    |    |                   |  |     |
|                    |    |                   |  |     |
| Вр                 | 1  | Уго Льорис (к)    |  |     |
| Защ                | 2  | Киран Триппьер    |  |     |
| Защ                | 4  | Тоби Алдервейрелд |  |     |
| Защ                | 5  | Ян Вертонген      |  |     |
| Защ                | 3  | Дэнни Роуз        |  |     |
| ПЗ                 | 17 | Мусса Сиссоко     |  | 74' |
| ПЗ                 | 8  | Гарри Уинкс       |  | 66' |
| ПЗ                 | 20 | Деле Алли         |  | 81' |
| ПЗ                 | 23 | Кристиан Эриксен  |  |     |
| ПЗ                 | 7  | Сон Хын Мин       |  |     |
| Нап                | 10 | Гарри Кейн        |  |     |
| Запасные:          |    |                   |  |     |
| Вр                 | 13 | Мишел Ворм        |  |     |
| Вр                 | 22 | Пауло Гассанига   |  |     |
| Защ                | 6  | Давинсон Санчес   |  |     |
| Защ                | 16 | Кайл Уокер-Питерс |  |     |
| Защ                | 21 | Хуан Фойт         |  |     |
| Защ                | 24 | Серж Орье         |  |     |
| Защ                | 33 | Бен Дэвис         |  |     |
| ПЗ                 | 11 | Эрик Ламела       |  |     |
| ПЗ                 | 12 | Виктор Ваньяма    |  |     |
| ПЗ                 | 15 | Эрик Дайер        |  | 74' |
| ПЗ                 | 27 | Лукас Моура       |  | 66' |
| Нап                | 18 | Фернандо Льоренте |  | 81' |
| Главный тренер:    |    |                   |  |     |
| Маурисио Почеттино |    |                   |  |     |

| Вр              | 13 | Алисон Бекер             |  |     |
| Защ             | 66 | Трент Александер-Арнольд |  |     |
| Защ             | 32 | Жоэль Матип              |  |     |
| Защ             | 4  | Вирджил ван Дейк         |  |     |
| Защ             | 26 | Эндрю Робертсон          |  |     |
| ПЗ              | 14 | Джордан Хендерсон (к)    |  |     |
| ПЗ              | 3  | Фабиньо                  |  |     |
| ПЗ              | 5  | Джорджиньо Вейналдум     |  | 62' |
| Нап             | 11 | Мохаммед Салах           |  |     |
| Нап             | 9  | Роберто Фирмино          |  | 58' |
| Нап             | 10 | Садио Мане               |  | 90' |
| Запасные:       |    |                          |  |     |
| Вр              | 22 | Симон Миньоле            |  |     |
| Вр              | 62 | Куивин Келлехер          |  |     |
| Защ             | 6  | Деян Ловрен              |  |     |
| Защ             | 12 | Джо Гомес                |  | 90' |
| Защ             | 18 | Альберто Морено          |  |     |
| ПЗ              | 7  | Джеймс Милнер            |  | 62' |
| ПЗ              | 20 | Адам Лаллана             |  |     |
| ПЗ              | 21 | Алекс Окслейд-Чемберлен  |  |     |
| ПЗ              | 23 | Джердан Шакири           |  |     |
| Нап             | 15 | Дэниел Старридж          |  |     |
| Нап             | 24 | Риан Брустер             |  |     |
| Нап             | 27 | Дивок Ориги              |  | 58' |
| Главный тренер: |    |                          |  |     |
| Юрген Клопп     |    |                          |  |     |

| Игрок матча: Вирджил ван Дейк (Ливерпуль) Помощники судьи: Юре Прапротник Роберт Вукан Четвёртый судья: Антонио Матеу Лаос Видеопомощник: Данни Маккели Ассистенты видеопомощника: Пол ван Букел Феликс Цвайер Ассистент видеопомощника по офсайдам: Марк Борш | Регламент матча: - 90 минут. - 30 минут овертайма в случае необходимости. - Послематчевые пенальти в случае необходимости. - Двенадцать запасных с каждой стороны. - Максимум три замены, четвертая допускается только в дополнительное время. |